# Luca Bramati
Luca Bramati (ur. 6 listopada 1968 w Vaprio d’Adda) – włoski kolarz górski i przełajowy, dwukrotny medalista przełajowych mistrzostw świata, brązowy medalista mistrzostw świata MTB i dwukrotny medalista mistrzostw Europy MTB.

## Kariera
Pierwszy sukces w karierze Luca Bramati osiągnął w 1995 roku, kiedy podczas mistrzostw Europy w kolarstwie górskim w Szpindlerowym Młynie zdobył srebrny medal w cross-country. Na rozgrywanych rok później mistrzostwach świata w kolarstwie przełajowym w Montreuil Włoch zdobył brązowy medal w kategorii elite, ulegając jedynie Adrie van der Poelowi z Holandii oraz swemu rodakowi Daniele Pontoniemu. W 1996 roku wziął także udział w igrzyskach olimpijskich w Atlancie, gdzie rywalizację w cross-country ukończył na ósmej pozycji. Podczas mistrzostw świata MTB w Monachium w 1997 roku Bramati był trzeci w cross-country, za innym reprezentantem Włoch - Hubertem Pallhuberem i Duńczykiem Henrikiem Djernisem. W tym samym roku zdobył także brązowy medal na przełajowych mistrzostwach świata w Monachium, przegrywając tylko z Pontonim i Thomasem Frischknechtem ze Szwajcarii. Ponadto Luca Bramati zdobył kolejny srebrny medal w cross-country podczas ME w Silkeborgu, a w sezonie 1996 zwyciężył w klasyfikacji generalnej Pucharu Świata w kolarstwie przełajowym.